# 嵇敬
嵇敬（?—?），又作奚敬，世为纥奚部帅，中国南北朝北魏政治人物。父亲嵇拔，母亲是魏道武帝之女华阴公主。

## 生平
拓跋绍弑父，华阴公主平乱有功，泰常七年（422年）四月，魏明元帝封嵇敬为長樂王，拜大司馬、大將軍。
太延五年（439年）六月十一日，魏太武帝大军从平城出发讨伐北凉。命侍中、宜都王穆寿辅佐太子拓跋晃，主持朝政，又派大将军、长乐王嵇敬，以及辅国大将军、建宁王拓跋崇，率领二万人，屯驻漠南，防备柔然汗国乘虚进攻。
柔然敕连可汗吴提听说拓跋焘西征姑臧，立即大举入侵。吴提的哥哥乞列归与嵇敬、建宁王拓跋崇在北镇相持。嵇敬和建宁王拓跋崇在阴山北面击败了乞列归，生擒乞列归及其伯父他吾无鹿胡，生擒柔然将领五百人，斩杀士卒一万多人。吴提听说后，率部逃走。
嵇敬死后，子嵇护袭爵，拜外都大官。

## 家庭

### 祖父母
- 嵇根，字库寒，部落大人。 登国五年，归降，改姓嵇氏。皇始二年（397），聚众反乱，被大将庾岳讨灭。
- 元氏，昭成帝拓跋什翼犍的女儿。

### 父母
- 嵇拔，驸马都尉、尚书令。
- 元氏，华阴公主，道武帝拓跋珪的女儿[3]。

### 儿子
- 嵇护，外都大官、长乐郡公。